# Episodi di Divorce (seconda stagione)
La seconda stagione della serie televisiva Divorce, composta da otto episodi, è stata trasmessa negli Stati Uniti per la prima volta dall'emittente HBO dal 14 gennaio al 4 marzo 2018.
In Italia, la stagione è andata in onda in prima visione sul canale satellitare Sky Atlantic dal 3 al 24 aprile 2018.
| nº | Titolo originale       | Titolo italiano      | Prima TV USA     | Prima TV Italia |
| -- | ---------------------- | -------------------- | ---------------- | --------------- |
| 1  | Night Moves            | Pensieri notturni    | 14 gennaio 2018  | 3 aprile 2018   |
| 2  | Happy Now?             | Sei contenta adesso? | 21 gennaio 2018  | 3 aprile 2018   |
| 3  | Worth It               | Ne vale la pena      | 28 gennaio 2018  | 10 aprile 2018  |
| 4  | Ohio                   | Ohio                 | 4 febbraio 2018  | 10 aprile 2018  |
| 5  | Breaking the Ice       | Rompere il ghiaccio  | 11 febbraio 2018 | 17 aprile 2018  |
| 6  | Losing It              | Lasciarsi andare     | 18 febbraio 2018 | 17 aprile 2018  |
| 7  | Going, Going... Gone   | Chi offre di più?    | 25 febbraio 2018 | 24 aprile 2018  |
| 8  | Alone Again, Naturally | Di nuovo sola        | 4 marzo 2018     | 24 aprile 2018  |